# Caiman (genre)
Pour les articles homonymes, voir Caïman.
Genre
Caiman est le nom scientifique du genre caïman, appartenant à l'ordre des crocodiliens et à la famille des Alligatoridae.

## Répartition
Les trois espèces de ce genre se rencontrent en Amérique centrale et en Amérique du Sud.

## Liste des espèces
Selon The Reptile Database (14 juil. 2011) :
- Caiman crocodilus (Linnaeus, 1758) — Caïman à lunettes
- Caiman latirostris (Daudin, 1802) — Caïman à museau large
- Caiman yacare (Daudin, 1802) — Jacara

Trois autres espèces sont aussi appelées caïmans bien qu'elles soient placées dans des genres différents (Melanosuchus et Paleosuchus).

## Description
Ce sont des animaux proches des alligators, mais ne présentant pas de septum osseux entre les narines.

## Publication originale
- Spix, 1825 : Animalia nova sive species nova lacertarum quas in itinere per Brasiliam annis MDCCCXVII-MDCCCXX jussu et auspicius Maximiliani Josephi I Bavariae Regis suscepto collegit et descripsit Dr. J. B. de Spix, p. 1-26 (texte intégral).